# Hormazd III
Hormazd III, död 459, var en persisk kung av den sassanidiska ätten. Han regerade mellan 457 och 459. Han efterträdde sin far Yazdegerd II och efterträddes av sin äldre bror Perouz I. Han var son till Denag.